# Bosco di Bellheim

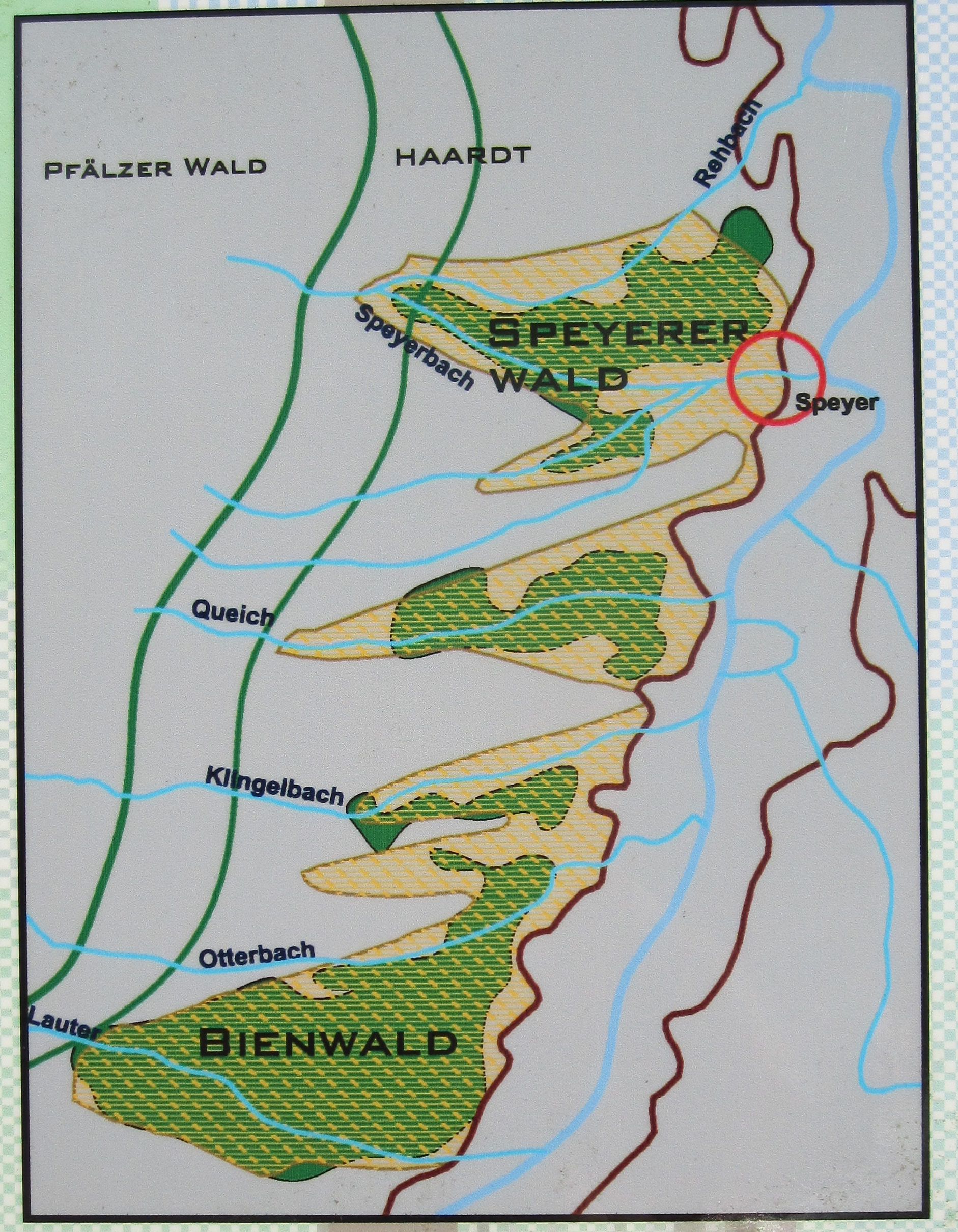
Le zone boschive tra Pfälzerwald e Haardt presenti sui conoidi di deiezione dei vari ruscelli (da Nord): il Bosco di Speyer (ted: Speyerer Wald) sul conoide di deiezione del Speyerbach e del Rehbach, a sud il bosco di Bellheim sul conoide del Queich e del Klingbach. Ancora più a sud l'area boschiva maggiore, il Bienwald, sul conoide di dieiezione del Lauter. Le due linee marroni parallele al reno segnano il passaggio da punti del territorio più alti a quelli più bassi, causati dallo scorrere costante del Reno. Le due linee segnano inoltre dove terminano i conoidi di deiezione, in quanto i detriti più leggeri trasportati dai vari ruscelli venivano risucchiati automaticamente dalla corrente del Reno.

Il bosco di Bellheim (in tedesco: Bellheimer Wald) è una zona boschiva situata tra le cittadine tedesche di Landau in der Pfalz e Germersheim, originata dal conoide di deiezione del ruscello Queich che dal suddetto bosco confluisce nel Reno. L'omonima cittadina di Bellheim si trova a sud di questa area.

## Origine geologica alla fine dell'ultima era glaciale
Numerosi ruscelli conflusicono nel Reno dai rilievi montuosi della Fossa Renana, così anche ad est dal Pfälzer Wald (in italiano: bosco del Palatinato) e dalla Haardt. Durante l'ultima era glaciale le acque prodotte dal disgelo trasportarono grandi quantitá di pietre, ghiaia e sabbia in tutta la zona della Fossa Renana, dove depositandosi formarono conoidi di deiezione, il cui nome deriva dalla forma triangolare dell'accumulo di detriti che si estende dalla Fossa fino al letto del fiume stesso.
Nel caso del Bosco di Bellheim il Queich sfocia nella Fossa Renana dopo aver attraversato la Haardt e le cittadine del Land tedesco Renania-Palatinato di Albersweiler e Godramstein. 
Nonostante l'affermazione dell'agricoltura come settore economico, il terreno sabbioso non si presta ad operazioni di aratura, rendendolo quindi scarsamente produttivo. La conformazione geologica di questi conoidi di deiezione favorisce invece la formazione di boschi. I sedimenti eolici dei Löss sono stati invece dissodati da tempo.

## La duna di Germersheim
Il crescente confluire dei ruscelli nella Fossa Renana ha provocato la formazione di ampie zone di acqua ristagnati dove avveniva il deposito dei detriti, quelli più pesanti si depositavano prima della sabbia e dei sassi più leggeri, il che spiega la presenza di sabbie molto fini al finale dei conoidi di deiezione, sabbie che sono diventate dune nei periodi di secca. Molte di queste dune, anche al confine est del bosco di Bellheim, sono rimaste intatte. La duna di Germersheim (in tedesco: die germersheimer Düne), anche denominata in tedesco “die Schindereck”, ha un'estensione di 15 ettari. Si tratta di un terreno, in parte detritico ed in parte calcareo, su cui si trovano specie di piante rare come la spergola renaiola (Spergula pentandra). Gli estesi campi di Corynephorus canescens sono l'habitat ideale per l'insetto Nomioides minutissimus, la cui presenza in Renania-Palatinato è stata riconfermata dopo 140 anni. Questo terreno calcareo è anche l'habitat della Tottavilla (Lullula arborea), la cui presenza sta diventando sempre più rara e il cui canto nelle notti tiepide di prima estate rimane una delle esperienze uditive più significative nelle regioni dell'Europa centrale ed occidentale. Sui terreni calcarei della duna di Germersheim sono state identificate 15 specie di Ortotteri (Ortopthera), tra cui anche specie a rischio come la Platycleis albopunctata, l'Aiolopo smerladino (Aiolopus thalassinus), l'Edipoda celeste (Oedipoda caerulescens) e l'Omocesto coda rossa (Omocestus haemorrhoidalis). È stata inoltre verificata la presenza di Agrilus hyperici, appartenenti alla famiglia dei coleotteri, i cui avvistamenti nelle aree dell'Europa centrale sono in crescente diminuzione. 

## Fauna
Nel Bosco di Bellheim sono presenti le seguenti specie protette: 
Pipistrelli:
- Myotis bechsteini (myotis bechsteinis)
- Myotis myotis (myotis myotis)

Anfibi
- Triturus cristatus (Triturus Cristaurus)

Pesci
- Misgurnus fossilis (Misgurnus Fossilis)

Insetti
- Lucanus cervus (cervo volante)
- Gonfo serpentino (Ophiogomphus cecilia)
- Azzurrina di Mercurio (Coenagrion Mercuriale)
- Glaucopsyche nausithous
- Lycaena dispar (Lycaena dispar)
- Maculinea teleius
- Falena dell'edera (Euplagia quadripunctaria)

### Indicazioni stradali
Il bosco è attraversato da nord a sud dalle seguenti strade regionali (Landesstraße):
- L 540 da Zeiskam a Bellheim e
- L 438 da Westheim a Bellheim

La strada federale (equiparabile a strada statale) a due corsie per senso di marcia Bundestraße 9 attraversa il bosco da Germersheim verso Bellheim in direzione Sud-ovest.
La Bahnstrecke Schifferstadt-Wörth attraversa il bosco da Bellheim a Sondernheim in direzione Sud-est.